# پیشینه تعاون در ایران
در ایران تعاون به مفهوم واقعی کلمه از سابقه‌ای طولانی برخوردار است . برخی از محققان غربی عقیده دارند که اوضاع خاص جغرافیائی و شرایط کلی حاکم بر محیط در شرق به ویژه در ایران موجب شده‌است که مردم برای مقابله با مشکلات و غلبه بر طبیعت با یکدیگر متحد شوند .
ویل دورانت در کتاب تاریخ تمدن راجع به زمینه‌های مشارکت اقتصادی و اجتماعی در ایران چنین می‌نویسد« کتاب اوستا کشاورزی را ستوده و آن را مهم‌ترین و والاترین کار بشر دانسته که خدای بزرگ « اهورا مزدا » از آن بیش از کارهای دیگر خشنود می‌شود . قسمتی از اراضی ملک مردم بود و خود را به زراعت آن می‌پرداخته‌اند و گاهی خرده مالکان جمعیت‌های تعاونی کشاورزی‌چندخانوار تشکیل می‌دادند و به صورت جمعی به کاشتن زمین‌های وسیع می‌پرداخته‌اند .
تعاون با سنت‌های غنی مردمان این سرزمین آمیخته شده و بمنظور آسان نمودن معضلات زندگی همواره رایج بوده‌است، ولی آغاز تعاون رسمی در ایران را می‌توان به تصویب قانون تجارت در سال ۱۳۰۳ شمسی دانست که موادی از این قانون به بحث در مورد تعاونی‌های تولید و مصرف پرداخته بود .
اما از لحاظ تشکیل و ثبت فعالیت تعاونی‌های رسمی می‌توان سال ۱۳۱۴ را آغاز فعالیت تعاونی‌ها در ایران دانست : زیرا در این سال توسط دولت اقدام به تشکیل نخستین شرکت تعاونی روستائی در منطقه داور آباد گرمسار گردید . مبنای تشکیل شرکت فوق، قانون تجارت سال ۱۳۱۱ بود که در چند ماده بحثی از شرکت‌های تعاونی آورده بود. این مواد در زمان جنگ جهانی دوم حکومت وقت، وزیر کشور را مأمور می‌کند در رأس هیأتی برای تعلیم مأموران و آشنا ساختن مردم به مفهوم قوانین تعاونی به شهرها و روستاهای دور و نزدیک سفر کرده و حس مسئولیت جمعی مردم به ویژه طبقات تولیدکننده را برانگیزند .
در آن سال‌ها تعدادی در نقاط شهری به منظور توزیع ارزاق عمومی تأسیس گردید .
سپس در سال ۱۳۳۲ اولین قانون تعاونی ایران که با الهام گرفتن از قوانین خاص دیگر کشورها تهیه شده بود، به صورت لایحه قانونی به تصویب رسید.
در سال ۱۳۳۴ لایحه مزبور با اصلاحاتی از تصویب مجلس وقت گذشت و اولین قانون تعاون ایران تصویب شد که پایه و اساس تعاونی‌های زیادی بخصوص بعد از سال ۱۳۴۱ قرار گرفت در سال ۱۳۴۱ بر اساس تبصره ۲ ماده ۱۶۵ قانون مربوط به اصلاحات ارضی رژیم گذشته، کشاورزانی که زمین دریافت می‌داشتند ناچار بودند، قبلاً عضویت شرکت تعاونی روستائی را بپذیرند به این ترتیب در مدت کوتاهی بیش از ۸ هزار شرکت تعاونی روستایی تشکیل گردید که بعداً در هم ادغام شده و حدود سه هزار شرکت رابوجود آوردند .
در سال ۱۳۴۲ برای حمایت از تعاونی‌ها سازمان مرکزی تعاون روستایی ایران به تصویب رسید که هدف اصلی این سازمان کمک به پیشرفت نهضت تعاون در مناطق روستائی و کمک اعتباری به اجرای برنامه‌هائی بود که اتحادیه و شرکت‌های تعاونی روستائی مستقیماً با کمک سازمان عمران منطقه‌ای مربوطه به منظور بهره‌برداری کامل از عوامل کشاورزی داشتند .
در بیست و سوم اردیبهشت ماه سال ۱۳۴۶ سازمان مرکزی تعاون کشور به منظور تفهیم اصول تعاون و تعمیم آن در سراسر کشور و نیز تهیه قوانین لازم و ایجاد امکانات مناسب برای تعاونی‌ها به وجود امده وزیر نظر نخست وزیری قرار گرفت . اولین اقدام این سازمان مطالعه و تحقیق تطبیقی در قوانین تعاونی سایر کشورهای جهان و تنظیم قانون جامعی برای شرکت‌های تعاونی بود .
در بیست سوم اسفند ماه ۱۳۴۹ بمنظور توسعه امور. تعاونی کشور وبسط مفاهیم آن آشنایی مردم با اصول و قواعد و تعلیمات تعاونی فراهم نمودن تدریجی موجبات همکاری افراد و تجمع و تمرکز سرمایه‌های کوچک و توسعه منابع اعتباری و بسط سازمان‌های تعاونی کشور، قوه مقننه وزارت تعاون و امور روستاها را تأسیس نمود . پس از مطالعه و تحقیق تطبیقی در قوانین تعاونی سایر کشورهای جهان، سرانجام در شانزدهم خرداد ماه ۱۳۵۰ قانون شرکت‌های تعاونی در ۲۵ فصل و ۱۴۹ ماده به تصویب رسید .ومقرر شد که این قانون به مدت پنجسال به صورت آزمایشی اجرا شود.فدایی ملتلفت